# Vizcondado de Altamira de Vivero
El vizcondado de Altamira de Vivero es un título nobiliario español creado el 15 de mayo de 1473 por el rey Enrique IV de Castilla a favor de Juan Pérez de Vivero, señor de la Villa y puerto de Vivero (hasta 1475), señor de Altamira, II señor de Fuensaldaña, señor de las tercias de la villa de Dueñas, señor de Barcial de la Loma, Valdesandinas, Urueña, Torrelobatón y Gema, de las Merindades de Galdo y Villajuán y de otras poblaciones, del consejo y contador mayor de Juan II de Castilla.

## Denominación
El título se concedió originalmente con la denominación de "vizcondado de Altamira", siendo el 21 de junio de 1953 cuando se otorgó la nueva y actual denominación de "vizcondado de Altamira de Vivero".

## Historia de los vizcondes de Altamira de Vivero
- Juan Pérez de Vivero (1439-Valladolid, 1472), I vizconde de Altamira,[2] señor de la villa y puerto de Vivero (hasta 1475), señor de Altamira, señor de las tercias de la villa de Dueñas, II señor de Fuensaldaña, señor de Barcial de la Loma, Valdesandinas, Urueña, Torrelobatón y Gema, de las Merindades de Galdo y Villajuán y de otras poblaciones.[3] Primogénito de nueve hijos y hijas de Alonso Pérez de Vivero,[2] señor de Vivero, del estado de Fuensaldaña —integrado por la villa de igual nombre y la de Barcial de la Loma, además de las Merindades de Galdo y Villajuán—, de la villas de Valdesandinas, Urueña, Torrelobatón y Gema y de las Pueblas de Burón y Navia, del consejo y contador mayor de Juan II de Castilla, y de su esposa Inés de Guzmán, I duquesa de Villalba del Alcor,[2] Castro y Palacios desde 1466, señora de Cangas, Tineo y Belmonte de Campos, hija de Gil González Dávila, señor de Cespedosa y Puente del Congosto, y de su esposa Inés de Guzmán, hija de Luis González de Guzmán, XXV maestre de la Orden de Calatrava, señor de Andújar y de Medina Sidonia, y biznieta de Enrique II de Castilla.[3]

Casado el 14 de abril de 1456 con María de Acuña, que aportaba como dote el señorío de Altamira y las tercias de la villa de Dueñas, hija de Pedro Vázquez de Acuña y Albornoz, I conde de Buendía, guarda mayor de Juan II de Castilla, Enrique IV de Castilla y del infante Alfonso (XII) y embajador en Navarra, y de su esposa Inés de Herrera y Ayala, hija de los señores de Ampudia. Sucedió su hijo:
- Alonso Pérez de Vivero (9 de septiembre de 1458-1509), II vizconde de Altamira,[4][3][5] III señor de Fuensaldaña, señor de las tercias de la villa de Dueñas, señor de Barcial de la Loma, Valdesandinas, Urueña, Torrelobatón y Gema, de las Merindades de Galdo y Villajuán y de otras poblaciones, general de los Reyes Católicos.

Casó en primeras nupcias con Elvira de Bazán, hija de Pedro de Bazán, I vizconde de Palacios de la Valduerna, y de Mencía de Quiñones. Fueron padres de dos hijas, Mencía de Quiñones Vivero Bazán, casada con García de Villarroel, y Ana de Vivero y Bazán, casada con Lope García de Porras. Casó en segundas nupcias con María Manrique de Benavides, hija de Gome de Benavides, señor de Frómista. Sucedió su hijo del segundo matrimonio:
- Juan de Vivero Manrique, III vizconde de Altamira.[3][5] Heredó el mayorazgo y títulos excepto la villa y puerto de Vivero.[3]

Casó en primeras nupcias con Isabel de Padilla, hija de Pedro López de Padilla, adelantado de Castilla y señor de Santa Gadea, y de Isabel Pacheco. Casó en segundas nupcias, en 1515, con Mencía de Sarmiento, hija de Andrés de Rivera, señor de Fuentes, y de su esposa Constanza de Sarmiento. Sucedió su hijo del segundo matrimonio:
- Alonso Pérez de Vivero, IV vizconde de Altamira,[6] señor de Fuentidueña.[5]

Casó con María del Mercado, hija de Juan de Mercado, caballero de la Orden de Santiago, y de su esposa, Isabel de San Vicente. Sucedió su hijo en 1607:
- Juan Pérez de Vivero y de Mercado (m. 27 de noviembre de 1610), V vizconde de Altamira,[5][7] I conde de Fuensaldaña,[8] VI señor de Fuensaldaña, caballero de la Orden de Santiago, gentilhombre de cámara del rey Felipe II, embajador en Francia y mayordomo mayor de la emperatriz María de Austria,[9] señor de Barcial de la Loma, Valdesandinas, Urueña, Torrelobatón y Gema, de las Merindades de Galdo y Villajuán y de otras poblaciones.

Casó, el 14 de febrero en el Palacio Real de Madrid, con Magdalena de Borja Oñaz de Loyola (m. 1626), XIV señora de las casas de Oñaz y Loyola, hija de Juan de Borja y Castro, I conde de Mayalde, y de Lorenza de Oñaz y Loyola, señora de estas casas. Sin descendencia, le sucedió su sobrino, hijo de su hermano Rodrigo de Vivero y Catalina de Luna.
- Juan Pérez de Vivero, VI vizconde de Altamira,[10][5] II conde de Fuensaldaña,[10] señor de Alaral y Castronuevo, comendador de Villanueva en la Orden de Alcántara.[10]

Casó con María de Menchaca y Velázquez. Le sucedió su hijo.
- Alonso Pérez de Vivero y Menchaca (1603-Cambrai, 21 de noviembre de 1661), VII vizconde de Altamira,[5] III conde de Fuensaldaña,[10] señor de Alarar y Castronuevo. Fundó el convento de religiosas franciscanas en Fuensaldaña.[10]

Casó con Blanca Enríquez, hija del VII conde de Alba de Liste. Sin descendencia, le sucedió su hermano.
- Luis Pérez de Vivero y Menchaca (baut. en Barcial de la Loma el 17 de agosto de 1638-8 de mayo de 1664), VIII vizconde de Altamira,[5] IV conde de Fuensaldaña,[10] señor de Castronuevo.[10]

Casó con Juana de Quijada. Sin descendencia, le sucedió después de un pleito de tenuta, su sobrino:
- Alonso Manrique de Solís y Vivero (m. 12 de junio de 1683), IX vizconde de Altamira,[5]  V conde de Fuensaldaña,[11][12] XXX señor y I conde de Montehermoso y X señor de Galisteo.[12]

Contrajo matrimonio con María Enríquez. Sin descendencia, le sucedió su sobrino, hijo de su hermano Pedro Manrique de Solís y Vivero, señor de Arquillo y caballero de la Orden de Santiago, y de su esposa Antonia de Silva y Vicentelo de Toledo:
- Marcos Manrique de Lara y Silva (m. 1709), X vizconde de Altamira,[5][13] y VI conde de Fuensaldaña,[13]

Casó, en 1685, con María Ana de Carvajal y Vivero. Sucedió su hijo:
- Juan Crisóstomo Manrique de Lara y Carvajal (m. 1722), XI vizconde de Altamira,[5][13]  VII conde de Fuensaldaña[13][14] y III conde de Montehermoso.[5]

Sucedió su tío paterno:
- Alonso Fernández Manrique de Lara-Solís y Silva (1672-28 de marzo de 1737),  XII vizconde de Altamira,[5] VIII conde de Fuensaldaña,[13][14] I duque del Arco,[15] grande de España, IV conde de Montehermoso, alcaide perpetuo del castillo de Casarabonela en Málaga, caballero de la Orden del Toisón de Oro, de la Orden de Alcántara, de la Orden de Santiago y de la Orden Militar del Espíritu Santo, caballerizo mayor y gentilhombre de cámara con ejercicio.[13]

Casó, en 31 de julio de 1695, con María Ana Enríquez de las Casas y Cárdenas, XVI condesa de la Puebla del Maestre. Sin descendencia, sucedió en 1743, después de un pleito de tenuta en el Consejo entre Juan de Carbajal, duque de Abrantes, Juan José de Andías Irarrazábal, marqués de Valparaiso, Luis Lasso de la Vega, y Manuel José Osorio, conde de Grajal.
- Manuel José Osorio de la Vega Enríquez de Guzmán (Bellice, 4 de junio de 1675-Valladolid, 18 de septiembre de 1746),[14] XIII vizconde de Altamira,[5] IX conde de Fuensaldaña[14] y VI marqués de Montaos.

Casó, en 1705, con Josefa Antonia de Guzmán Spínola y Colonna. Le sucedió su hijo en 1746:
- Francisco Javier Osorio y Guzmán (Grajal de Campo, 2 de enero de 1709-15 de noviembre de 1747), XIV vizconde de Altamira,[5] X conde de Fuensaldaña,[16] XIII marqués de Alcañices, marqués de Montaos, conde de Grajal, conde de Villanueva de Cañedo, etc., señor de Cervantes, Villacid, Villanueva de Cañedo y Villafuerte.[16]

Casó, en 1734, con María de la Concepción Fernández de Velasco y Pimentel, hija de Agustín Fernández de Velasco y Bracamonte, X duque de Frías, y de Manuela Pimentel y Zúñiga. Sucedió:
- María Vicenta de Solís y Wignancourt (m. 4 de junio de 1840), XV vizcondesa de Altamira,[17] III duquesa del Arco,[15] VI duquesa de Montellano,[18] XI marquesa de Miranda de Anta, VII marquesa de Pons, V condesa de Saldueña, V condesa de Frigiliana, VIII condesa de Puertollano y VII condesa de Montehermoso.[17] hija de Alonso de Solís Wignacourt y Folch de Cardona, V duque de Montellano, IV conde de Saldueña, y de su primera mujer Andrea Lasso de la Vega y Silva, XI marquesa de Miranda de Anta, VI condesa de Puertollano, hija de Francisco Miguel Lasso de la Vega y Sarmiento, II duque del Arco, X marqués de Miranda de Anta, VI conde de Puertollano.[19]

Casó, en primeras nupcias, el 29 de octubre de 1798, con Carlos José Gutiérrez de los Ríos, I duque de Fernán Núñez, VI marqués de Castel-Moncayo, XX marqués de Alameda, XI conde de Barajas, IV marqués de Villanueva de las Achas. Contrajo un segundo matrimonio, el 18 de febrero de 1824, con Filiberto de Mahy y Brauli.
El título del vizcondado quedó vacante a su muerte «por no haberse sacado la correspondiente carta de sucesión y confirmación tal y como establecía el decreto, al efecto de 1848».
Rehabilitado en 1916 por
- María Luisa del Carmen Contretras y López de Ayala (n. Segovia, 18 de junio de 1884), XVI vizcondesa de Altamira,[5] hija de Luis de Contreras y Thome, VIII marqués de Lozoya.[21]

Casó con Agustín Hernández Francés, coronel de artillería. Le sucedió en 1950, por cesión, su hijo:
- José Hernández de Contreras (Segovia, 11 de julio de 1917-1986), XVII vizconde de Altamira, luego XVII vizconde de Altamira de Vivero (nueva denominación desde 21 de junio de 1953).

Casó con Ana María Galán Bradamonte, hija del diplomático Manuel Galán Pacheco de Padilla, de la que tuvo tres hijos. Su título pasó en 1957, en virtud de sentencia judicial, a su primo hermano:
- Luis Felipe de Peñalosa y Contreras (Segovia, 1912-Segovia, 3 de abril de 1990), XVIII vizconde de Altamira de Vivero,[24][23] historiador, poeta y escritor.[24]

Casó con María del Pilar de Izuzquiza y Herranz, con quien tuvo diez hijos. Le sucedió, en 1992, su hijo:
- Rodrigo de Peñalosa e Izuzquiza (n. Segovia, 20 de mayo de 1940), XIX vizconde de Altamira de Vivero.[24]

Casó, en Segovia, el 28 de agosto de 1970, con María Luisa Esteban y Drake, pintora y doctora en bellas artes.